# معتز كبير
معتز إبراهيم كبير فرج الله حميدان (مواليد 15 يناير 1980 في مدينة شندي بالسودان)، لاعب كرة قدم سوداني.

## بداياته
بدأ معتز كبير مسيرته الكروية في شندي في قيادة الفرقة الثالثة مشاة المعروف بمربع 10 حي إشلاق القيادة حيث يعمل والده بقوات الشعب المسلحة وترعرع في ميادين حي القيادة ولعب بروابط الناشئين بفريق وادي النيل بشندي مربع (1) برفقة أخيه الأكبر المعز إبراهيم كبير لاعب نادي الهلال السوداني السابق موسم (1992- 1993).
انتقل بعدها للعب بالقيادة وقع أول عقد له مع فريق الاتحاد شندي الذي تحول إلى اسم المورده شندي ثم إلى مسماه الحالي الدفاع شندي لمدة 6 سنوات دون مقابل مادي، ولعب بالإتحاد موسم واحد فقط عام 1994 وساهم فيه بصعود الفريق من الدرجة الثالثة إلى الثانية وشارك مع النادي في 11 مباراة وسجل 11 هدف نال بها جائزة هداف دوري الدرجة الثالثة.
في موسم 1995 تعاقد نادي الأهلي شندي (الدرجة الأولي) مع معتز كبير بمبلغ 750 ألف جنيه سوداني لمدة 4 سنوات وصاحب إنتقاله مشكلة كبرى بحي فريقة القيادة لأنه انتقل من دون موافقة ناديه الإتحاد وبإعتبار أن اللاعبين في فرق الأحياء ينتمون فقط لفرقهم ولا ينتقلون إلى أي نادي. وصلت المشاكل إلى حد المقاطعة من أهل الحي وأدت إلى عقوبة إيقاف اللاعب عن مزاولة نشاطه.
ولكن في يوم أول مباراة لفريقه الجديد ضد هلال شندي أطلق صراحه وعفي عنه وشارك في أول مباراة له مع ناديه الجديد ضد الهلال شندي وأحرز فيها هدف المباراة الوحيد وفي أول موسم له، شارك اللاعب في 14 مباراة وأحرز 12 هدف وأحرز بها جائزة هداف الدوري ليقود النادي إلى الفوز بدوري الأولي المحلي وكأس السودان المحلي موسم 1995- 1996 م وكان يلعب في خط الوسط.

## مسيرته مع الأندية

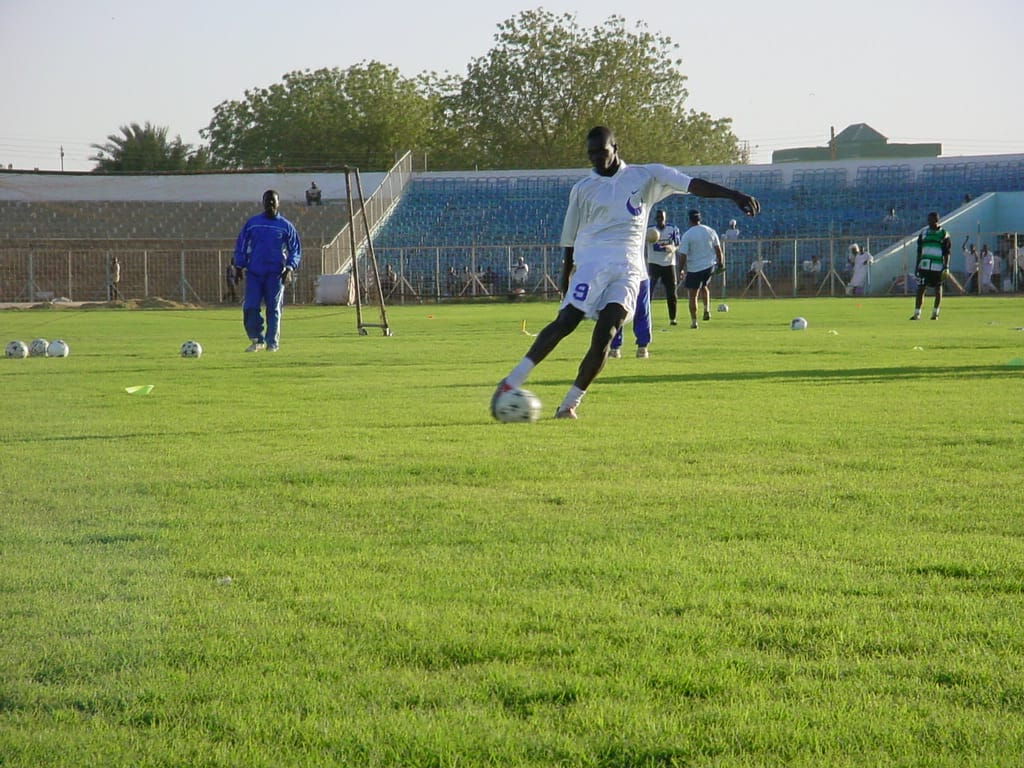
معتز كبير في تدريب نادي الهلال

### موسم 1996 - 1997
تعاقد كبير مع نادي مريخ بورتسودان الصاعد حديثاً إلى الدوري الممتاز السوداني مع بمبلغ 7 ملايين جنيه سوداني لمدة 4 سنوات وفي أول موسم له مع النادي شارك في 9 مباريات وسجل هدف واحد وكان يلعب في خط الوسط.

### موسم1997 - 1998
مع مريخ بورتسودان نظم الدور بنظام مجموعتين شارك مع النادي في خط الوسط في 6 مباريات وأحرز هدفين.

### موسم 1998 - 1999
ايضا مع مريخ بورتسودان الذي شارك فيه في خط الهجوم انطلاقته الحقيقية نحو الشهرة والنجومية والأضواء شارك في 24 مباراة وأحرز فيها 16 هدف ونال بها لقب هداف الدوري الممتاز الذي كان حكراً فقط على لاعبي القمة السودانية الهلال والمريخ. 16 هدف وقاد بها النادي إلى احتلال المرتبة الثالثة في روليت الدوري الممتاز خلف المريخ البطل والهلال وصيفة في ذلك الموسم مما أهل النادي لتمثيل السودان في بطولة كأس الاتحاد الأفريقي وأحرز في هذا الموسم 3 أهداف ضد فريق المريخ العاصمي في مباراة الخرطوم التي خسروها 2/3 وفي مباراة بورتسودان التي انتهت بفوزهم 4/ صفر حيث أحرز معتز كبير هدفين في مباراة أطلق عليها (كبير وفتيل) مما لفتت أنظار الند التقليدي الهلال العاصمي للاعب.

### إنضمامه للهلال
انتقل اللاعب للهلال بعد منافسه شرسة من المريخ العاصمي في يوم 15/12/1999، بمبلغ 85 مليون جنيه سوداني ولقد لعب أول مباراة مع الهلال ضد مريخ الأبيض في فبراير 2000 وأحرز هدفي المباراة، وشارك في 26 مباراة وسجل 15 هدف نال بها لقب هداف الدوري السوداني الممتاز للمرة الثانية على التوالي والمركز الثاني مع الهلال. وفي موسمه الثاني مع الهلال موسم 2001 - 2002 شارك في 23 مباراة وسجل 14 هدف نال بها لقب هداف الدوري للمرة الثالثة على التوالي وقاد بها النادي للفوز ببطولة الدوري الممتاز بعد غيبة وكانت هذه
البطولة هي بداية متواليات الهلال بالفوز ببطولة الدوري الممتاز.

### موسم 2002 - 2003
شارك كبير في 25 مباراة وأحرز فيها 15 هدف قاد بها الهلال العاصمي للفوز ببطولة الدوري الممتاز
للمرة الثانية على التوالي وحقق بها لشخصه إنجاز غير مسبوق حيث نال لقب هداف الدوري الممتاز السوداني للمرة الرابعة
على التوالي حيث لم يستطع أي لاعب سوداني أن يسبقه في هذا. وفي نفس هذا العام شارك مع الهلال في بطولة الأمير فيصل العربية بتونس في نسختها الأخيرة حيث نال مع الهلال المركز الثاني خلف الملعب التونسي.
في موسم 2003 - 2004 شارك في 8 مبارايات (مباريات الذهاب فقط) وسجل 12 هدف. وفي يوم الخميس 29/7/2004، أعير معتز كبير إلى نادي حتا الإماراتي (الدرجة الثانية) لمدة 10 شهور بمبلغ 65 ألف دولار.
شارك مع النادي الإماراتي في 21 مباراة وأحرز 22 هدف ونال وصيف هداف الدوري خلف لاعب بني ياس البرازيلي جاديلسون مع العِلم أن اللاعب البرازيلي لعب 6 مباريات إضافية في المربع الذهبي الذي لم يتأهل إليه نادي حتا.
في مايو 2005 عاد معتز كبير لنادي الهلال العاصمي وشارك معه في 7 مباريات
وسجل 6 أهداف.وفي يوم الإثنين 2/1/2006 أعير اللاعب وعاد للدوري الإماراتي مرة أخرى ولكن هذه المرة كانت عبر بوابة نادي رأس الخيمة الإماراتي كإعاره لمده 6 شهور شارك في 6 مباريات كانت هي فقط المتبقية للنادي في الدوري وسجل 5 أهداف.
في يونيو 2006 عاد معتز كبير لناديه
الهلال العاصمي وشارك 6 مباربات وأحرز 5 أهداف وفي يوم الإثنين 14/1/2008 تعاقد نادي جزيرة الفيل مدني معه لمدة موسم واحد بمبلغ 50 مليون جنيه سوداني وشارك 10 مباريات واحرز هدفين.

## مسيرته الدولية
لعب معتز كبير مباراته الدولية الأولي مع منتخب السودان لكرة القدم في 2001 م أمام تشاد في بطولة الصداقة الدولية وسجل فيها هدفاً وكان قد فاز مع المنتخب بتلك البطولة الودية التي أقيمت بالخرطوم.
شارك مع منتخب السودان في التصفيات المؤهلة إلى أمم أفريقيا وتصفيات كأس العالم المؤهله لمونديال 2002 بكوريا واليابان.
في شهر رمضان عام 2004م سجل معتز كبير هدفآ رائعاً وجميلاً مع منتخب السودان لكرة القدم أمام تنزانيا في بطولة سيكافا (شرق ووسط أفريقيا) بعد أن سدد بالقرب من منتصف الملعب كرة قوية سكنت في أعلى الشباك.
شارك معتز كبير مع منتخب السودان لكرة القدم في 16 مباراة وسجل 6 أهداف دولية.

## حياته الخاصة
تنحدر أصول معتز كبير من قبيلة النوبة بولاية كردفان مدينة الدلنج ،ويحتفل معتز كبير برقصة قبيلتة الشهيرة وهي ضرب رجله اليمني بالأرض بعد أحرازه هدف.
لديه طفلان (سما) مواليد 10 فبراير 2006 و (محمد) مواليد 5 مايو 2008

## قصة لقبه
اسم الكوبرا أطلقتة عليه الجماهير الهلالية لإقتناصة الاهداف الرأسية بسرعة شبيهه بلدغات الكوبرا، وأيضاً يلقب ب ميزو.

## الجوائز
الجوائز الفردية
- هداف دوري الدرجة الثالثة بشندي: 1995
- هداف دوري الدرجة الأولي بشندي: 1996
- هداف الدوري الممتاز السوداني: 2000
- هداف الدوري الممتاز السوداني: 2001
- هداف الدوري الممتاز السوداني: 2002
- هداف الدوري الممتاز السوداني: 2003
- الكرة الفضية لمجلة الحدث الرياضي اللبنانية: 2003
- الرقم القياسي لأحراز لقب الهداف لأربعة مواسم علي التوالي: 2000 و2001 و2002 و2003
- أفضل مهاجم في الدوري السوداني: 2003

## الجوائز الجماعية
- بطولة دوري الثالثة بشندي: 1995
- بطولة الدوري المحلي بشندي 1996
- بطولة كأس السودان بشندي: 1996
- المركز الثالث بالدوري الممتاز: 2000
- بطولة الدوري الممتاز: 2002 و2003 و2004 و2005 و2006
- المركز الثاني ببطولة الكؤوس العربية بتونس: 2003.

## وصلات خارجية
- الموقع الرسمي لمعتز كبير
- معتز كبير على موقع قاعدة بيانات كرة القدم.إي يو (الإنجليزية)
- معتز كبير على موقع ناشيونال فوتبول تيمز (الإنجليزية)
- معتز كبير على موقع كووورة